# 吳佩芸
吳佩芸（1992年4月10日—），臺灣無黨籍女性政治人物，現任臺中市議會議員，出生於臺中市。本業為藥師，曾任臺北市立萬芳醫院藥師、時代力量秘書長、時代力量台中黨部副執行長。2018年1月代表時代力量參選臺中市議員，以九票之差成為落選頭；2022年捲土重來，以14,054票當選，擠下尋求連任的張耀中，是時代力量該屆當選唯一的一席直轄市議員；2024年2月宣布退出時代力量。

## 選舉紀錄
| 年度 | 選舉屆數             | 選舉區                                 | 所屬政黨 | 得票數    | 得票率 | 當選標記 | 備註 |
| ---- | -------------------- | -------------------------------------- | -------- | --------- | ------ | -------- | ---- |
| 2018 | 第三屆臺中市議員選舉 | 臺中市第七選舉區                       | 時代力量 | 11,546    | 13.89% |          |      |
| 2020 | 第十屆立法委員選舉   | 全國不分區及僑居國外國民立法委員選舉區 | 時代力量 | 1,098,100 | 7.76%  |          |      |
| 2022 | 第四屆臺中市議員選舉 | 臺中市第七選舉區                       | 時代力量 | 14,054    | 17.94% |          |      |

## 事件

### 私密照遭外流
吳佩芸和前男友間的私密內衣照影片遭人在網路張貼流傳，後赴台中地檢署提告，另對網媒報導冒用其身分發文亦同樣提告；並表示這些影片是她年輕時、從政前，當時和4、5年前的男朋友私密玩樂的照片，當時影片只有前男友持有，不知為何現在卻在網媒遭人冒用她名義、惡意編輯內容在網路流傳。

### 提訴性騷擾
2018年8月15日，吳佩芸選前在競選看板放上泳裝照表達其健康形象。結果遭民進黨籍市議員何文海在公眾場合疑似言語騷擾：「既然都拍泳裝照了，就把上半身露出來、胸部露出來。」何文海事後在Facebook上po文道歉是「表達過程不當」，並澄清只是建議她「照片頭太小了，應把身體加大」。9月28日，吳佩芸向臺中市政府提出性騷擾申訴案。對此何文海表示，純粹好意是告知，卻被她轉化成建議「露胸」。網路謾罵聲量不斷，他因不想隨之起舞選擇低調道歉，但排山倒海的謾罵不僅傷害他的家人，也對他的選情造成巨大影響。
2019年1月21日，臺中市政府警察局第四分局調查並召開審查會議，最終認定該性騷擾案件不成立；吳佩芸未再提出申訴，何文海則表示總算還他清白。

## 外部連結
- （繁體中文） 吳佩芸的Facebook專頁
- （繁體中文） 時代力量台中黨部的Facebook專頁
- （繁體中文） 時代力量的Facebook專頁